# Omar Browne
Omar Ezequiel Browne Zúñiga (Panama, 3 maggio 1994) è un calciatore panamense, centrocampista del Tauro e della nazionale panamense.

## Caratteristiche tecniche
È un esterno sinistro.

## Carriera

### Nazionale
Il 18 aprile 2018 ha esordito con la nazionale panamense disputando l'amichevole vinta 1-0 contro Trinidad e Tobago.

## Palmarès

### Club

#### Competizioni nazionali
- Canadian Premier League: 1

Forge: 2021